# SN 1970G
SN 1970G – supernowa typu II-L odkryta 2 sierpnia 1970 roku w galaktyce NGC 5457. Jej maksymalna jasność wynosiła 11,80m.